# ويندي فاولر
ويندي فاولر هي غطاسة كندية، ولدت في 8 يناير 1965 في مونتريال في كندا.

## وصلات خارجية
- ويندي فاولر على موقع الاتحاد الدولي للسباحة (الإنجليزية)
- ويندي فاولر على موقع اللجنة الأولمبية الدولية (الإنجليزية)
- ويندي فاولر على موقع أوليمبيديا (الإنجليزية)
- ويندي فاولر على موقع اتحاد ألعاب الكومنولث (مؤرشف) (الإنجليزية)